# كروكر سنو جونيور
كروكر سنو جونيور (بالإنجليزية: Crocker Snow, Jr.)‏ هو صحفي أمريكي، ولد في 1943.